# Joseph Kent
Joseph Kent (Calvert megye, 1779. január 14. – Bladensburg, 1837. november 24.) az Amerikai Egyesült Államok szenátora (Maryland, 1833–1837).